# Darío Benedetto
Darío Ismael Benedetto (Berazategui, Buenos Aires; 17 de mayo de 1990) es un futbolista argentino que se desempeña como delantero actualmente se encuentra en Newell's Old Boys de la Primera División de Argentina. 
Inició su carrera en Arsenal de Sarandí, debutando en 2007 frente a Boca Juniors. Más tarde fue cedido a Defensa y Justicia y Gimnasia de Jujuy. En este último club se afianzó como delantero y logró volver al club de Sarandí para ser titular. Allí se mantuvo en un buen nivel hasta 2013, cuando fue comprado por los Xolos de Tijuana, México. Un año después pasó a jugar para el Club América y más tarde se sumó al Club Atlético Boca Juniors tras ser adquirido por U$S 6 000 000. Su desempeño en el club de la Ribera fue positivo, estuvo tres temporadas y logró marcar 45 goles oficiales entre 2016 a 2019, cuando fue fichado por el Olympique de Marsella por U$S 18 000 000. En su primera temporada en Europa marcó 11 goles en 28 partidos, sin embargo en la segunda logró marcar menos goles en más partidos y fue cedido al Elche C. F. para ganar minutos. En 2022 regresó a Boca Juniors.
El delantero ganó cuatro campeonatos del futbol argentino, tres con Boca Juniors y uno con Arsenal, también dos Ligas de Campeones de la Concacaf con Club América. También actualmente ocupa el vigésimo primer (21) lugar en la tabla de máximos goleadores de la historia de Boca Juniors. El 1 de marzo de 2023, tras convertir tres goles frente a Patronato en el marco de la Supercopa Argentina 2022 se transformó en el máximo goleador en copas nacionales en la historia de Boca Juniors.

## Biografía
Darío Benedetto nació el 17 de mayo de 1990 en la ciudad de Berazategui, Buenos Aires. Criado junto a sus primos, se formó en las categorías inferiores de Independiente. Cuando tenía doce años, mientras jugaba una final por los Juegos Evita de Berazategui, su madre, quien lo estaba apoyando en la cancha, sufrió un paro cardiorrespiratorio y no llegó con vida al hospital. Luego de perderla, Benedetto dejó el fútbol, y decidió trabajar junto a su padre como peón de albañil. Durante esa época, formó una banda de cumbia junto a su hermano Lucas llamada El Pato que lo llevó a la televisión tres veces en el canal América. Sin embargo, cuando tenía diecisiete años y lo subieron a la reserva de Arsenal, volvió a centrarse en el fútbol. Más adelante decidió con su padre mudarse a La Plata.

## Trayectoria

### Arsenal de Sarandí
El 9 de noviembre del año 2007 debutó en Arsenal de Sarandí de Argentina, en un partido contra Boca Juniors por la fecha 14 del Torneo Apertura de ese año, entrando por Luciano Leguizamón. Convirtió su primer gol ante Lanús por el Torneo Clausura 2009. Posteriormente fue cedido para jugar en Defensa y Justicia y Gimnasia de Jujuy, de la segunda categoría del fútbol argentino. Con el "Lobo" jujeño, el Pipa explotó, marcando 11 goles en 19 partidos jugados. Luego de su gran paso por el norte argentino, regresó a Arsenal donde salió campeón del torneo local, pero con poca participación.
En el Torneo Final 2013, Gustavo Alfaro le da la oportunidad de ser el titular del equipo, y el Pipa lo aprovecha al máximo, marcándole goles a Unión de Santa Fe y a River Plate en El Monumental. En la Copa Libertadores, marca su primer gol internacional de tiro libre ante The Strongest en la altura de La Paz, y luego marcaría otros dos goles a São Paulo y Atlético Mineiro.
Por su gran semestre con el Viaducto, a mediados de 2013 termina siendo vendido en definitiva a los Xolos de Tijuana.

### Xolos de Tijuana
En 2013 fue comprado por los Xolos de Tijuana de la Liga MX para el Torneo Apertura 2013. Debutó el 19 de julio haciendo un triplete frente al Atlas. En total, marcaría 23 goles en 50 partidos, y hasta el momento en el que se fue, era el máximo goleador histórico del joven club. Sus buenas actuaciones llamaron la atención del América.

### América

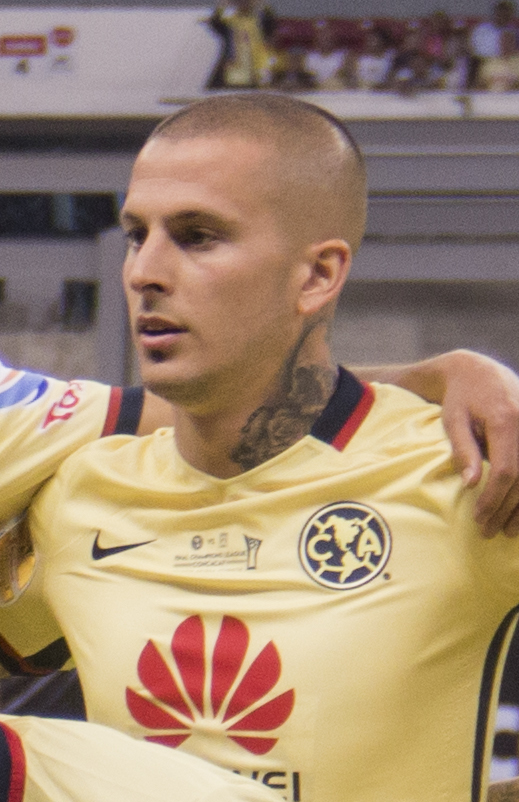
Benedetto en la final de la Liga de Campeones de la Concacaf con el América.

El 15 de marzo de 2014 fue presentado en el América. Su primer gol se lo convirtió al Monterrey en un partido amistoso, mientras que su primero oficial fue contra el Tigres de la UANL. El 8 de abril de 2015, por la Semifinal de vuelta en la Liga de Campeones de CONCACAF, logra anotarle 4 goles al Herediano de Costa Rica y así colaborar para que América remontara un global adverso de 3 goles. El 29 de abril de 2015, en la vuelta de la final de la Liga de Campeones de CONCACAF, logra un triplete, siendo a la vez, nominado como el jugador más valioso del certamen.
Al término del Torneo Clausura 2016, su bajo ritmo de juego, constantes lesiones y alta exigencia por parte de la directiva hicieron que Benedetto pidiera salir del club, cosa que los altos mandos dudaban al principio, pero con negociaciones entre club y jugador hicieron que llegaran a un buen acuerdo para que le dejaran salir del equipo.

### Boca Juniors
Temporada 2016-17
El 6 de junio de 2016 firmó con Boca Juniors, el equipo del cual se declaró hincha a tal punto de contribuir con U$S 1.000.000 para su fichaje por un total de U$S 6 000 000. Su debut oficial fue ante Independiente del Valle por la ida de las semifinales de la Copa Libertadores. Su primer gol en el club de la Ribera fue ante Santamarina por los dieciseisavos de final de la Copa Argentina, en un partido que Boca ganó 2-1. El 25 de septiembre logró marcar su primer triplete con Boca, en un encuentro por el torneo de Primera División contra Quilmes. Convirtió un gol de taco, otro desde fuera del área que entró en el ángulo del arco defendido por César Rigamonti, y el último de cabeza, para el 4-1 definitivo. Ese día no solo marcó tres goles, sino que también asistió a Ricardo Centurión de taco, sumando así cuatro goles en cinco partidos con la camiseta xeneize.

El 16 de octubre, en un partido frente a Sarmiento de Junín, Benedetto sufre un esguince, luego de que Jonathan Santana cayera encima de la rodilla derecha en una disputa aérea, siendo reemplazado por Walter Bou a los 25 minutos del primer tiempo. Luego de lo ocurrido frente al conjunto de Junín, el 'Pipa' se mantendría un mes fuera de las canchas. Sin embargo, 18 días luego de la lesión, jugó el segundo tiempo frente a Rosario Central por los cuartos de final de la Copa Argentina, reemplazando a Wilmar Barrios. Benedetto marcó de cabeza el gol del descuento a los 90+4', pero ya era demasiado tarde, y Boca quedó eliminado del certamen al perder 2 a 1 contra los canallas.

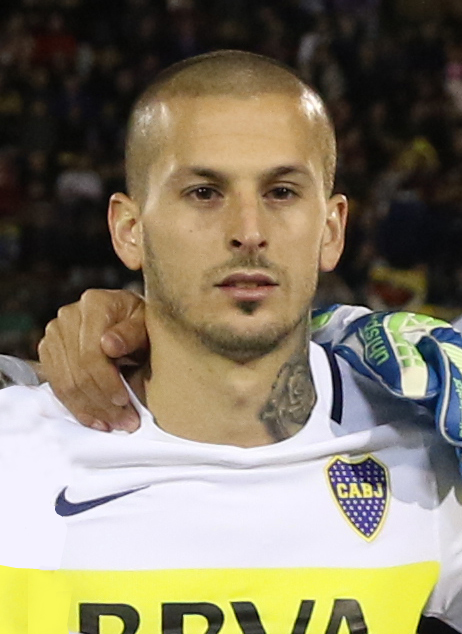
Benedetto con Boca Juniors en el año 2016.

El 6 de noviembre, le marca dos goles a Gimnasia y Esgrima de La Plata para lograr la primera victoria como visitante de Boca en el campeonato 2016-17, el partido finalizó con un resultado de 3 a 0 en favor de Boca. El 11 de noviembre, en un partido amistoso ante el Sevilla, realizado en España, marcó el primer gol del equipo. Dicho partido terminó 4:3 a favor de Boca. El 27 de noviembre marca el primer gol en un clásico: frente a San Lorenzo, al minuto 20. Unos segundos después de haber marcado el primer tanto para el xeneize, se lesiona y es reemplazado por Walter Bou.
El 11 de marzo de 2017 vuelve a convertir de manera oficial, marcando un doblete contra Banfield en la fecha 15 del campeonato local. Dicho partido terminaría 2 a 0 en favor de Boca Juniors, en el primer partido oficial de 2017 para el equipo. El 4 de junio, el goleador volvió a convertir en un clásico, esta vez ante Independiente de Avellaneda, anotó un doblete en la goleada 3 a 0. 
El 'Pipa' finalizó su campaña como campeón y además goleador del campeonato, con una increíble marca de 21 goles en 25 partidos, siendo pretendido por clubes de renombre como la Roma y el Milan (ambos pertenecientes a la Serie A italiana). Sin embargo, el delantero aseguró quedarse para jugar la próxima Copa Libertadores junto a Boca.
Temporada 2017-18
El 15 de agosto de 2017 disputó el primer partido de la temporada, con dos goles en el triunfo de Boca ante Gimnasia y Tiro de Salta por los treintaidosavos de final de la Copa Argentina. Días después, volvió a marcar por duplicado contra Olimpo en el arranque de la Superliga Argentina, llegando a su séptimo doblete con la casaca xeneize. Su gran momento futbolístico le valió una convocatoria a la selección nacional argentina, la primera en toda su carrera. El 10 de septiembre, continua su racha goleadora y marca contra Lanús. Fue un partido trabado debido al campo de juego, pues el partido se disputó en un día de mucha lluvia. Apenas la tocó 17 veces en ese partido y fue suficiente para convertir un gol para el equipo xeneize. Tres días después, marca de penal el único gol del partido contra Guillermo Brown por Copa Argentina. Tras un análisis periodístico, se reveló que Benedetto, a mediados de septiembre, ocupaba el cuarto puesto entre los goleadores mundiales en 2017, con 20 tantos en igual cantidad de partidos jugados, siendo solo superado por Harry Kane (promedio 1,07), Lionel Messi (1,03) y Edinson Cavani (1,00, en 34 PJ).
El 29 de octubre de 2017 marca un doblete contra el Belgrano. Hasta este punto, sería el máximo goleador de Boca en la Superliga Argentina, con 8 tantos convertidos en 7 partidos. No convertiría goles en el superclásico del fútbol argentino disputado el 5 de noviembre del 2017 en el estadio Monumental. En la derrota 1-2 vs Racing de local, el 19 de noviembre, sufre una rotura de ligamentos cruzados, teniendo que ser reemplazo en el complemento. Dicha lesión fue de tal gravedad, que por tal motivo, se perdió lo que restó de 2017 y parte de 2018, y tras ser operado, comenzó la recuperación.
Temporada 2018-19
Tras ocho meses sin jugar, Benedetto vuelve al campo de fútbol en un amistoso contra Independiente Medellín, pero tras una dura falta hacia él, saldría lesionado nuevamente con una molestia aunque esta vez con un tiempo de recuperación más breve. Retornaría oficialmente el 30 de agosto de 2018 en el partido de vuelta en Paraguay contra Libertad por los octavos de final de la Copa Libertadores, en el que realizaría dos asistencias claves para que Cristian Pavón y Mauro Zárate marquen el 1-1 y 2-1 respectivamente, que finalizaría con un triunfo de 4 a 2 para el xeneize, avanzando cor un resultado global de 6-2 hacia los cuartos de final, donde se cruzaría a Cruzeiro. Allí, Boca triunfó por un global de 3-1, lo que le permitió acceder a las semifinales del certamen. En dicha instancia, Benedetto disputó unos minutos contra el equipo brasileño pero no convirtió goles.
El 24 de octubre se realiza el partido de ida por semifinales de la Copa Libertadores en el que se enfrentaron Boca y Palmeiras en La Bombonera. Tras un partido muy igualado que se encontraba con una igualdad en cero, a los 32 minutos del segundo tiempo, Benedetto entra en reemplazo de Ramón Ábila, quien todavía no había podido anotar desde que había vuelto a jugar después de su grave lesión. Su ingreso fue determinante, pues convierte el primer gol de cabeza desde un tiro de esquina enviado por Sebastián Villa, y un par de minutos después, casi hacia el final, convierte el segundo gol girando ágilmente con la pelota (pues se encontraba de espaldas al arco cuando recibe el pase de Pablo Pérez) de tal manera que elude a Luan y con un potente derechazo desde fuera del área anota el 2-0 para que Boca gane en la ida. Fue elegido la figura del partido en dicho encuentro. Unos días más tarde, el 'Pipa' vuelve a convertir en el partido de vuelta frente al mismo rival, aunque en condición de visitante, el decisivo tanto que estampó el 2-2 definitivo, logrando que Boca avance por un resultado global de 4-2, y de esta manera, permitiendo al xeneize volver a jugar una final de Copa Libertadores (la última vez siendo en la edición 2012, seis años antes). Boca consiguió luego de este resultado el récord de ser el club que más finales disputó en la historia de la competición, llegando a 11 finales en total, y superando al mismo tiempo a Peñarol de Uruguay (que cuenta con 10 finales disputadas).
El oponente en la final sería River Plate, siendo este el primer superclásico del fútbol argentino en una final de competencia continental. El 11 de noviembre de 2018 se disputa el partido de ida en La Bombonera, Cristian Pavón sufriría una lesión en el primer tiempo, entrando Benedetto en su lugar. El partido se encontraba igualado 1-1, pero en el primer minuto de tiempo agregado, Benedetto convierte de cabeza, poniendo a Boca 2-1 sobre River antes del descanso. Más tarde, River empataría, terminando con un resultado de 2-2. El partido de vuelta se jugó el domingo 9 de diciembre en el Estadio Santiago Bernabéu ubicado en la ciudad de Madrid, España, para el que Benedetto fue titular. A los 44 minutos Benedetto convierte, poniendo a Boca arriba en el marcador, saldría sustituido por Ramón Ábila a los 62' del segundo tiempo. El partido se fue al alargue con Boca jugando con 9 hombres tras la expulsión de Wilmar Barrios y la lesión de Gago. Finalizó 3 a 1 a favor de River.
El delantero retornó a la actividad oficial el 27 de enero de 2019, en un encuentro por el campeonato local ante Newell's Old Boys de Rosario. El partido finalizó con un empate 1-1; Maxi Rodríguez anotó a los 25 minutos para poner arriba al rojinegro, pero Benedetto descontó para el xeneize a los 78', su primero en la temporada 2018-19. El 3 de febrero, marcaría otro gol (de penal) ante Godoy Cruz. El 13 de marzo, anotaría su tercer gol en lo que va del año ante Deportes Tolima de Colombia, en el encuentro de ida por fase de grupos de la Copa Libertadores, aumentando la cuenta de Boca al poner el 2-0 (su compañero Mauro Zárate sellaría el resultado a los 60'). El 10 de abril, Benedetto vuelve a marcar por Libertadores ante Jorge Wilstermann en el partido de vuelta, poniendo el 2-0 de penal a los 63 minutos, luego de haber fallado otro a los 32'. El 24 de abril le vuelve a marcar un gol de penal a Deportes Tolima, en esta ocasión, en el partido de vuelta; también logra brindar una asistencia a Mauro Zárate para que marcara el primer tanto xeneize.

### Olympique de Marsella

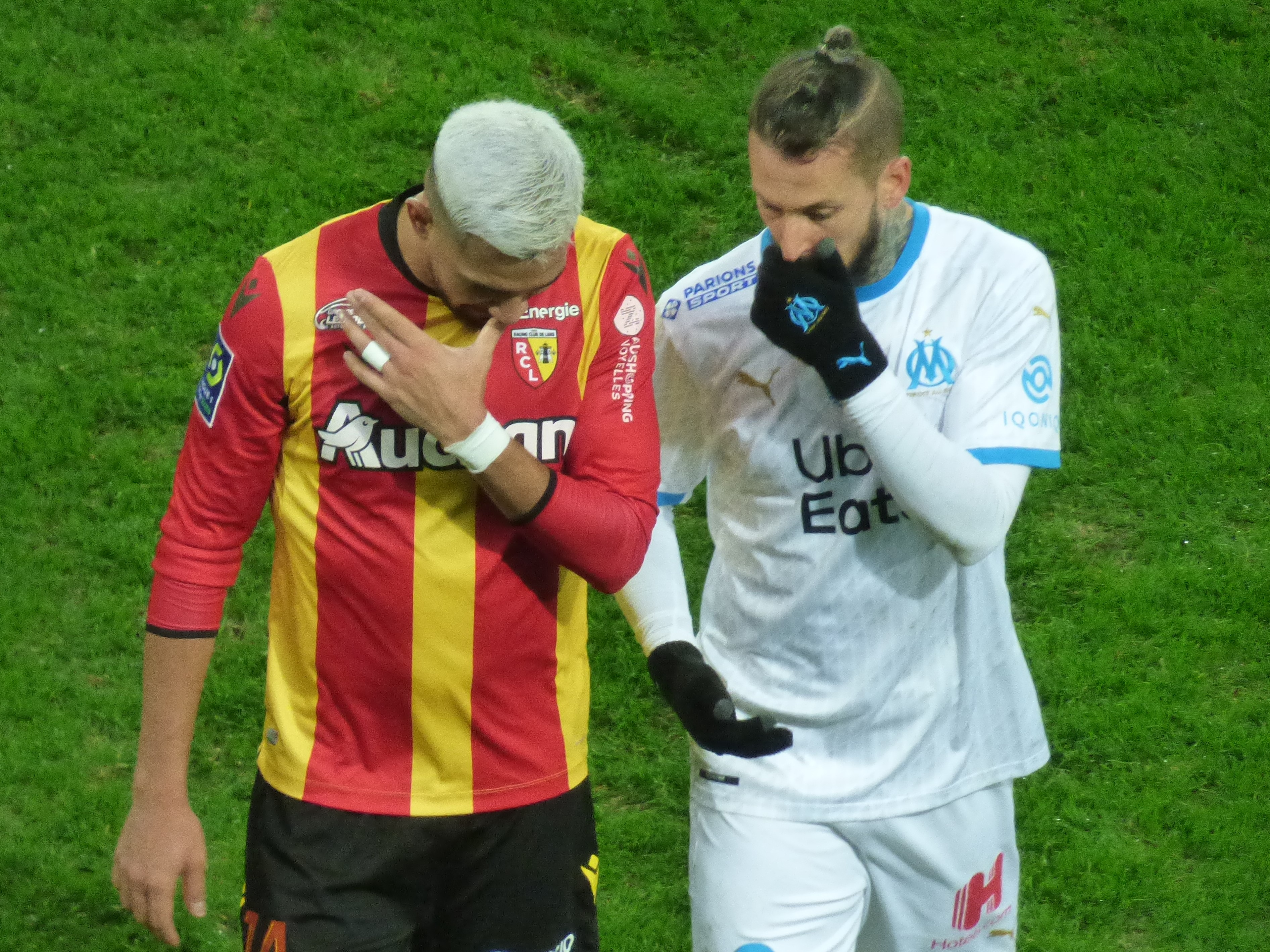
Benedetto con la camiseta del Olympique de Marsella junto a Milik.

En julio de 2019 se conocieron conversaciones entre el Olympique de Marsella y el representante del jugador, que finalmente concluirían con la transferencia del jugador a les Olympiénnes, en la medida que se concluyan las negociaciones entre los clubes. Incluso el entrenador André Villas-Boas afirmó, en conferencia de prensa: "Estamos muy cerca de alcanzar el punto final de las negociaciones. Creo que podemos tenerlo la próxima semana, eso espero".
Después de muchas idas y vueltas, el delantero de Boca pasó al club europeo por una suma cercana a los 18 millones de dólares, aunque aseguró que "A Boca voy a volver, no tengo dudas. Si no es como jugador será como hincha".
Elche
Fue cedido al Elche de España, en el cual disputó la temporada 2021-22 convirtiendo 2 tantos y una asistencia en 14 presencias. Tras participar como titular pocas veces en el equipo español, el jugador buscó mediante el representante del club una salida, esta tenía destino a la Primera División de Argentina.

### Vuelta a Boca Juniors
El 21 de enero de 2022 el delantero arribó desde España a Boca Juniors por un monto aproximado a los 10,5 millones de dólares. Veinte días después, el delantero volvió al gol con la camiseta de Boca, esta vez le marcó a Colón de local por la primera fecha de la Copa de la Liga en un partido que terminó 1-1, volvió a marcar un doblete, esta vez frente a Independiente en el Estadio Libertadores de América por la fecha 4 de la misma en un partido que terminó 2-2, ese mismo mes marcó 2 goles frente a Always Ready de local por fase de grupos de la Copa Libertadores en un partido que terminó con victoria 2-0. Luego marcó un gol en la fecha 11 de la Copa de la Liga frente a Godoy Cruz de local en un empate 1-1, otros 2 en la fecha 13 frente a Barracas Central de local en un partido que terminó con una victoria de 2-0 y otro en la fecha 14 frente a Tigre en el Estadio José Dellagiovanna en otra victoria 0-2. El 17 de mayo, en su cumpleaños número 32, también anotó para el Xeneize, esta vez frente al Corinthians en la fase de grupos de la Copa Libertadores de local, el partido terminó 1 a 1.
El 22 de mayo de ese mismo año consiguió su primer título en su segundo paso por el Xeneize, esta fue la Copa de la Liga Profesional, venciendo en la final a Tigre. En junio, volvió a convertir un doblete nuevamente contra Tigre por el Campeonato de Primera División 2022. Esto lo llevó a posicionarse en el puesto número veintitrés de máximos goleadores en la historia de Boca Juniors.El 5 de julio de ese año, en la derrota de Boca Juniors ante Corinthians por la fase de octavos de final de la Copa Libertadores, el delantero tuvo por primera vez en su historia la desdicha de errar dos penales en un mismo partido, en primera instancia a los 32 minutos del primer tiempo por una falta cometida por el defensor Raul Gustavo Pereira Bicalho, cuyo remate impactó en el palo, y luego en la tanda de penales, donde su disparo pasó lejos de la portería rival. El 11 de septiembre, Benedetto, volvió al gol, después de 10 partidos, convirtiendo un tanto de cabeza en el superclásico frente a River Plate.
El 1 de marzo de 2023 en el marco de la Supercopa Argentina 2022 frente a Patronato, marcó tres goles y le dio el título al club Xeneize, asimismo, también se colocó como el máximo goleador histórico de Boca Juniors en copas nacionales y se posicionó en el puesto 21 con 64 goles superando a Ricardo Gareca y Jorge Comas. El 11 de septiembre de 2022, en La Bombonera, le dio la victoria a Boca Juniors vs River Plate, ganando 1-0. En mayo de 2024, bajo las órdenes de Diego Martínez, dejó de concentrar para los partidos por indisciplina en sus entrenamientos. El DT consideró que quedó afuera de las concentraciones por cuestiones futbolísticas y no personales.
El 18 de julio de ese año, el delantero rescindió su contrato con Boca Juniors poniendo fin a su carrera en ese club. Benedetto jugó un total de 172 partidos y convirtió 71 goles y brindó 19 asistencias. Su mejor momento en su primera etapa en el club entre 2016 y 2019, en la que se ganó su mote de goleador del Xeneize. Cierra la lista de los máximos 20 anotadores históricos del club con el que logró seis títulos.

### Querétaro
El 13 de septiembre de 2024, Benedetto se unió al club mexicano Querétaro. Rendimiento en el equipo mexicano no ha sido el esperado Benedetto ha disputado ocho partidos en la temporada sin marcar goles.

### Club Olimpia
El 8 de enero de 2025, Olimpia oficializó la incorporación de Benedetto como su refuerzo para la temporada 2025. El 22 de enero de 2025,  Darío Benedetto jugó su primer partido (fue titular) de Olimpia, perdió por 2-1 ante Libertad en la cuarta edición de la Supercopa de Paraguay, la cual fue disputada hoy en el estadio Defensores del Chaco y abre la temporada futbolística en el país.
Darío Benedetto rescindió su contrato con Olimpia de Paraguay, luego de atravesar una racha de 469 días sin poder marcar un gol.  No obstante, esto no fue así y cuatro meses después cerró su etapa con 13 partidos disputados (nueve en el Torneo Apertura, uno en la Supercopa y tres en la Copa Libertadores) sin anotaciones.

### Newell’s Old Boys
El 12 de junio de 2025, el club rosarino anunció la incorporación del Benedetto este a través de sus redes sociales. Llega libre procedente de Olimpia de Paraguay para rescindir su contrato. El contrato con Newell's será por un año.

## Selección nacional

### Absoluta
El 27 de agosto de 2017 fue convocado a la selección argentina para jugar la doble jornada de eliminatorias de ese mes contra Uruguay y Venezuela, siendo elegido por Jorge Sampaoli como uno de sus centro delanteros (el otro siendo Mauro Icardi). Benedetto entró a los 63 minutos por Paulo Dybala en el complemento del encuentro ante la vinotinto, que finalizó empatado a un gol. En la última jornada de las eliminatorias, fue titular frente a Perú así como también en la última fecha contra Ecuador, en la que Argentina se impuso por 3 a 1 y logró la anhelada clasificación al Mundial con un triplete de su capitán Lionel Messi. Luego estuvo presente en los partidos amistosos de noviembre ante Rusia y Nigeria, ingresando en este último a los 45 minutos del segundo tiempo en lugar de Sergio Agüero.
El 7 de marzo de 2019, debido al nivel que demostró desde su retorno a la actividad oficial, Benedetto recibió una nueva citación a la selección nacional, en esta ocasión al ser convocado por Lionel Scaloni como uno de sus tres centro delanteros (y uno de los diez del fútbol local) para disputar la doble fecha FIFA de ese mes ante Venezuela y Marruecos, la última previa a la Copa América celebrada ese año. Vio acción en lo que fue la derrota 1 a 3 contra la vinotinto, donde ingresó en el complemento por Lautaro Martínez (autor del único gol argentino) y no pudo convertir.

### Participaciones en Eliminatorias al Mundial
| Eliminatorias                 | Resultado  | Partidos | Goles |
| ----------------------------- | ---------- | -------- | ----- |
| Eliminatorias Mundial de 2018 | 3.er lugar | 3        | 0     |

## Estadísticas

### Clubes
Actualizado al último partido jugado el 14 de mayo de 2025.
| Club                              | Div.          | Temporada     | Liga  | Liga  | Liga   | Copas nacionales | Copas nacionales | Copas nacionales | Torneos internacionales | Torneos internacionales | Torneos internacionales | Total | Total | Total  | Media goleadora |
| Club                              | Div.          | Temporada     | Part. | Goles | Asist. | Part.            | Goles            | Asist.           | Part.                   | Goles                   | Asist.                  | Part. | Goles | Asist. | Media goleadora |
| --------------------------------- | ------------- | ------------- | ----- | ----- | ------ | ---------------- | ---------------- | ---------------- | ----------------------- | ----------------------- | ----------------------- | ----- | ----- | ------ | --------------- |
| Arsenal de Sarandí Argentina      | 1.ª           | 2008-09       | 12    | 1     | 0      | —                | —                | —                | —                       | —                       | —                       | 12    | 1     | 0      | 0.08            |
| Arsenal de Sarandí Argentina      | 1.ª           | 2009-10       | 1     | 0     | 0      | —                | —                | —                | —                       | —                       | —                       | 1     | 0     | 0      | 0               |
| Arsenal de Sarandí Argentina      | 1.ª           | 2011-12       | 10    | 1     | 0      | 1                | 0                | 0                | —                       | —                       | —                       | 11    | 1     | 0      | 0.09            |
| Arsenal de Sarandí Argentina      | 1.ª           | 2012-13       | 28    | 7     | 1      | 2                | 2                | 0                | 6                       | 3                       | 0                       | 36    | 12    | 1      | 0.33            |
| Arsenal de Sarandí Argentina      | Total club    | Total club    | 51    | 9     | 1      | 3                | 2                | 0                | 6                       | 3                       | 0                       | 60    | 14    | 1      | 0.23            |
| Defensa y Justicia Argentina      | 2.ª           | 2009-10       | 13    | 1     | 1      | —                | —                | —                | —                       | —                       | —                       | 13    | 1     | 1      | 0.08            |
| Defensa y Justicia Argentina      | 2.ª           | 2010-11       | 11    | 1     | 0      | —                | —                | —                | —                       | —                       | —                       | 11    | 1     | 0      | 0.09            |
| Defensa y Justicia Argentina      | Total club    | Total club    | 24    | 2     | 1      | 0                | 0                | 0                | 0                       | 0                       | 0                       | 24    | 2     | 1      | 0.08            |
| Gimnasia y Esgrima (J) Argentina  | 2.ª           | 2010-11       | 20    | 11    | 0      | —                | —                | —                | —                       | —                       | —                       | 20    | 11    | 0      | 0.55            |
| Gimnasia y Esgrima (J) Argentina  | Total club    | Total club    | 20    | 11    | 0      | 0                | 0                | 0                | 0                       | 0                       | 0                       | 20    | 11    | 0      | 0.55            |
| Club Tijuana · México             | 1.ª           | 2013-14       | 26    | 12    | 3      | —                | —                | —                | 4                       | 1                       | 2                       | 30    | 13    | 5      | 0.43            |
| Club Tijuana · México             | 1.ª           | A-2014        | 17    | 9     | 4      | 3                | 1                | 1                | —                       | —                       | —                       | 20    | 10    | 5      | 0.5             |
| Club Tijuana · México             | Total club    | Total club    | 43    | 21    | 7      | 3                | 1                | 1                | 4                       | 1                       | 2                       | 50    | 23    | 10     | 0.46            |
| Club América · México             | 1.ª           | C-2015        | 17    | 6     | 3      | —                | —                | —                | 3                       | 7                       | 1                       | 20    | 13    | 4      | 0.65            |
| Club América · México             | 1.ª           | 2015-16       | 32    | 11    | 5      | —                | —                | —                | 9                       | 2                       | 2                       | 41    | 13    | 7      | 0.32            |
| Club América · México             | Total club    | Total club    | 49    | 17    | 8      | 0                | 0                | 0                | 12                      | 9                       | 3                       | 61    | 26    | 11     | 0.43            |
| C. A. Boca Juniors Argentina      | 1.ª           | 2016-17       | 25    | 21    | 3      | 3                | 2                | 1                | 2                       | 0                       | 0                       | 30    | 23    | 4      | 0.77            |
| C. A. Boca Juniors Argentina      | 1.ª           | 2017-18       | 9     | 9     | 4      | 3                | 3                | 0                | —                       | —                       | —                       | 12    | 12    | 4      | 1               |
| C. A. Boca Juniors Argentina      | 1.ª           | 2018-19       | 15    | 2     | 1      | 7                | 0                | 0                | 12                      | 8                       | 3                       | 34    | 10    | 4      | 0.29            |
| C. A. Boca Juniors Argentina      | 1.ª           | 2022          | 17    | 5     | 2      | 17               | 8                | 1                | 7                       | 3                       | 0                       | 41    | 16    | 3      | 0.39            |
| C. A. Boca Juniors Argentina      | 1.ª           | 2023          | 15    | 3     | 2      | 19               | 6                | 2                | 8                       | 0                       | 0                       | 42    | 9     | 4      | 0.21            |
| C. A. Boca Juniors Argentina      | 1.ª           | 2024          | —     | —     | —      | 11               | 1                | 0                | 2                       | 0                       | 0                       | 13    | 1     | 0      | 0.08            |
| C. A. Boca Juniors Argentina      | Total club    | Total club    | 81    | 40    | 12     | 60               | 20               | 4                | 31                      | 11                      | 3                       | 172   | 71    | 19     | 0.41            |
| Olympique de Marsella Francia     | 1.ª           | 2019-20       | 26    | 11    | 1      | 2                | 0                | 1                | —                       | —                       | —                       | 28    | 11    | 2      | 0.39            |
| Olympique de Marsella Francia     | 1.ª           | 2020-21       | 32    | 5     | 3      | 3                | 1                | 0                | 6                       | 0                       | 0                       | 41    | 6     | 3      | 0.15            |
| Olympique de Marsella Francia     | 1.ª           | 2021-22       | 2     | 0     | 0      | —                | —                | —                | —                       | —                       | —                       | 2     | 0     | 0      | 0               |
| Olympique de Marsella Francia     | Total club    | Total club    | 60    | 16    | 4      | 5                | 1                | 1                | 6                       | 0                       | 0                       | 71    | 17    | 5      | 0.24            |
| Elche C. F. · España              | 1.ª           | 2021-22       | 14    | 2     | 1      | 2                | 0                | 0                | —                       | —                       | —                       | 16    | 2     | 1      | 0.13            |
| Elche C. F. · España              | Total club    | Total club    | 14    | 2     | 1      | 2                | 0                | 0                | 0                       | 0                       | 0                       | 16    | 2     | 1      | 0.13            |
| Querétaro F. C. · México          | 1.ª           | A-2024        | 8     | 0     | 0      | —                | —                | —                | —                       | —                       | —                       | 8     | 0     | 0      | 0               |
| Querétaro F. C. · México          | Total club    | Total club    | 8     | 0     | 0      | 0                | 0                | 0                | 0                       | 0                       | 0                       | 8     | 0     | 0      | 0               |
| Club Olimpia Paraguay             | 1.ª           | 2025          | 9     | 0     | 2      | 1                | 0                | 0                | 3                       | 0                       | 0                       | 13    | 0     | 2      | 0               |
| Club Olimpia Paraguay             | Total club    | Total club    | 9     | 0     | 2      | 1                | 0                | 0                | 3                       | 0                       | 0                       | 13    | 0     | 2      | 0               |
| C. A. Newell's Old Boys Argentina | 1.ª           | 2025          | 0     | 0     | 0      | —                | —                | —                | —                       | —                       | —                       | 0     | 0     | 0      | 0               |
| C. A. Newell's Old Boys Argentina | Total club    | Total club    | 0     | 0     | 0      | 0                | 0                | 0                | 0                       | 0                       | 0                       | 0     | 0     | 0      | 0               |
| Total carrera                     | Total carrera | Total carrera | 359   | 118   | 36     | 74               | 24               | 6                | 61                      | 24                      | 8                       | 494   | 166   | 50     | 0.34            |
| 1. 2. 3.                          |               |               |       |       |        |                  |                  |                  |                         |                         |                         |       |       |        |                 |

### Hat-tricks
| Partidos en los que anotó tres o más goles. | Partidos en los que anotó tres o más goles. | Partidos en los que anotó tres o más goles. | Partidos en los que anotó tres o más goles. | Partidos en los que anotó tres o más goles. | Partidos en los que anotó tres o más goles. | Partidos en los que anotó tres o más goles. |
| N.º                                         | Fecha                                       | Estadio                                     | Partido                                     | Goles                                       | Resultado                                   | Competición                                 |
| ------------------------------------------- | ------------------------------------------- | ------------------------------------------- | ------------------------------------------- | ------------------------------------------- | ------------------------------------------- | ------------------------------------------- |
| 1                                           | 19 de julio de 2013                         | Estadio Caliente, Tijuana                   | Tijuana - Atlas                             | 7' · 18' · 64'                              | 3 - 3                                       | Torneo Apertura 2013                        |
| 2                                           | 8 de abril de 2015                          | Estadio Azteca, México D. F.                | América - Herediano                         | 8' · 19' · 26' · 32'                        | 6 - 0                                       | Liga de Campeones de la Concacaf 2014-15    |
| 3                                           | 29 de abril de 2015                         | Estadio Olímpico, Montreal                  | Montreal Impact - América                   | 49' · 65' · 80'                             | 2 - 4                                       | Liga de Campeones de la Concacaf 2014-15    |
| 4                                           | 25 de septiembre de 2016                    | Estadio Alberto J. Armando, Buenos Aires    | Boca Juniors - Quilmes                      | 7' · 17' · 25'                              | 4 - 1                                       | Primera División 2016-17                    |
| 5                                           | 28 de febrero de 2020                       | Stade des Costières, Nîmes                  | Nîmes Olympique - Olympique de Marsella     | 10' · 36' · 68'                             | 2 - 3                                       | Ligue 1 2019-20                             |
| 6                                           | 1 de marzo de 2023                          | Madre de Ciudades, Santiago del Estero      | Boca Juniors - Patronato                    | 10' · 36' · 68'                             | 3 - 0                                       | Supercopa Argentina 2022                    |

## Palmarés

### Campeonatos nacionales
| Título              | Equipo             | País      | Año     |
| ------------------- | ------------------ | --------- | ------- |
| Primera División    | Arsenal de Sarandí | Argentina | C-2012  |
| Supercopa Argentina | Arsenal de Sarandí | Argentina | 2012    |
| Copa Argentina      | Arsenal de Sarandí | Argentina | 2012-13 |
| Primera División    | C. A. Boca Juniors | Argentina | 2016-17 |
| Primera División    | C. A. Boca Juniors | Argentina | 2017-18 |
| Supercopa Argentina | C. A. Boca Juniors | Argentina | 2018    |
| Copa de la Liga     | C. A. Boca Juniors | Argentina | 2022    |
| Primera División    | C. A. Boca Juniors | Argentina | 2022    |
| Supercopa Argentina | C. A. Boca Juniors | Argentina | 2022    |

### Campeonatos internacionales
| Título                           | Equipo       | Sede             | Año     |
| -------------------------------- | ------------ | ---------------- | ------- |
| Liga de Campeones de la Concacaf | Club América | Montreal         | 2014-15 |
| Liga de Campeones de la Concacaf | Club América | Ciudad de México | 2015-16 |

### Distinciones individuales
| Distinción                                                       | Año  |
| ---------------------------------------------------------------- | ---- |
| Mejor jugador de la Liga de Campeones de la Concacaf             | 2015 |
| Máximo goleador de la Liga de Campeones de la Concacaf (7 goles) | 2015 |
| Mejor goleador del Mundo del mes de abril según IFFHS            | 2015 |
| Máximo goleador de la Primera División de Argentina (21 goles)   | 2017 |
| Olimpia de Plata al Futbolista Argentino del Año                 | 2017 |
| Equipo Ideal de la Copa Libertadores                             | 2018 |
| Miembro de Equipo Ideal de América                               | 2018 |